# Chris Dennis
Christopher Patrick Dennis, detto Chris (Londra, 31 luglio 1946), è un polistrumentista britannico naturalizzato italiano.
Ha fatto parte di famose band, tra cui gli italiani Nomadi e Modena City Ramblers, e del Regno Unito Dave Anthony's Moods.
Chris Dennis non va confuso col suo omonimo che, nei primi anni sessanta, fece parte come cantante del famoso gruppo del Regno Unito Pink Floyd.

## Biografia
Di origini irlandesi, fin da piccolo è appassionato di musica, di tastiere in particolare.
Nel 1968 si trasferisce in Italia, dove accompagna diversi musicisti blues e folk, e fa parte dei Dave Anthony's Moods sino al 1969.
Nel settembre 1974 viene contattato dal produttore Dodo Veroli, che gli propone di diventare il nuovo chitarrista dei Nomadi, dei quali, occasionalmente, è anche secondo tastierista. Negli anni '70 con il gruppo suona il flauto traverso nell'esecuzione di Io vagabondo e, a partire dal 1977, comincia anche ad esibirsi nell'uso del violino. In quello stesso anno, incide un disco a 45 giri da solista, intitolato To Love Somebody/The Memory Train e prodotto da Veroli.
Con i Nomadi, Dennis incide tredici album, tra i quali vanno ricordati almeno il disco live Album concerto, realizzato con il cantautore Francesco Guccini e divenuto una pietra miliare della discografia di entrambi gli artisti, e l'album Noi ci saremo, il quale segna il ritorno dei Nomadi al filone della musica impegnata; il tredicesimo disco, invece, intitolato Solo Nomadi, non vede mai la luce e rimane tuttora inedito, essendo stato, poi, completamente reinciso da una nuova formazione dei Nomadi dopo la sua uscita dal gruppo (alcuni brani di questo album sono stati inseriti nella compilation Nomadi 50). Inoltre, grazie ai suoi apporti con il violino, il gruppo di Novellara intraprende una nuova via, quella che mischia elementi folk e rock alla musica di protesta, che ne segnerà il percorso anche successivamente all'abbandono di Dennis.
All'inizio del 1990 Dennis e Paolo Lancellotti lasciano la band in seguito a delle controversie legali con Beppe Carletti e Augusto Daolio, scaturite forse riguardo al ruolo di quest'ultimo nella band, pur esistendo diverse versioni della stessa storia mai completamente chiarite. Dopo una disputa legale durata parecchi mesi, Paolo Lancellotti e Chris Dennis lasciano i Nomadi con il divieto di usarne il marchio in alcun modo.
Fuoriuscito dai Nomadi, si dedica all'insegnamento della lingua inglese alla Scuola Superiore di Lingue Moderne per Interpreti e Traduttori dell'Università di Bologna a Forlì.
Nel 1992 entra a suonare, come tastierista, violinista e occasionalmente anche cantante, nel gruppo fondato dall'amico Paolo Lancellotti, GPL Band, che Chris Dennis rinomina Sempre Noi; Chris partecipa a tutti gli album del gruppo, con cui ha suonato fino al 2013, quando il gruppo ha interrotto le attività.
Nel 1994, frattanto, partecipa come violinista a due brani di Riportando tutto a casa, disco d'esordio dei Modena City Ramblers.
Nel 2014 suona il violino nell'album Oltre...l'abisso del gruppo musicale italiano Folkstone.
A seguito della morte dell'amico e storico compagno di musica Paolo Lancellotti e allo scioglimento dei Sempre Noi, entra a fare parte come violinista del gruppo Banda Libera, con il quale esegue musiche legate alla Resistenza; inoltre, pur avendo inizialmente deciso di chiudere con il suo passato legato ai Nomadi, alla fine del 2016 diventa violinista della GPL Band 2.0, gruppo formato da ex membri dei Sempre Noi, nato in ricordo di Lancellotti.

## Discografia

### Con i Nomadi
- 1974 - I Nomadi interpretano Guccini
- 1974 - Tutto a posto
- 1975 - Gordon
- 1977 - Noi ci saremo
- 1978 - Naracauli e altre storie
- 1979 - Album concerto
- 1981 - Sempre Nomadi
- 1982 - Ancora una volta con sentimento
- 1985 - Ci penserà poi il computer
- 1986 - Quando viene sera
- 1987 - Nomadi in concerto
- 1988 - Ancora Nomadi
- 1989 - Solo Nomadi (inedito)
- 2011 - Canzoni nel vento
- 2012 - È stato bellissimo
- 2013 - Nomadi 50
- 2016 - I Nomadi 1965/1979 - Diario di viaggio di Augusto e Beppe

### Modena City Ramblers
- 1994 - Riportando tutto a casa

### Sempre Noi
- 1993 - Medio Oriente
- 1997 - Live
- 2000 - Noi 2000
- 2001 - Vieni via con me
- 2002 - Storie di confine
- 2003 - Sempre Noi in concerto
- 2004 - Fuori sintonia
- 2005 - Momento perfetto
- 2006 - Live... La storia continua...

### Da solista
- 1977 - To Love Somebody/The Memory Train